# Burni Pucuk Ungkal
Burni Pucuk Ungkal är ett berg i Indonesien.   Det ligger i provinsen Aceh, i den västra delen av landet, 1 600 km nordväst om huvudstaden Jakarta. Toppen på Burni Pucuk Ungkal är 1 705 meter över havet.
Terrängen runt Burni Pucuk Ungkal är bergig åt sydost, men åt nordväst är den kuperad.Runt Burni Pucuk Ungkal är det mycket glesbefolkat, med 4 invånare per kvadratkilometer. I omgivningarna runt Burni Pucuk Ungkal växer i huvudsak städsegrön lövskog.